# Balkrishna Industries
Die Balkrishna Industries Ltd., kurz BKT Tires, ist ein Reifenhersteller mit Sitz im indischen Mumbai. Das Unternehmen produziert und vertreibt an sieben Standorten in Indien, USA, Italien und Kanada Off-Road-Reifen vor allem für Land- und Baumaschinen. Zu den bekannten Kunden und Vertriebspartnern zählen John Deere und Vredestein. 

## Unternehmen
Die Aktien des Unternehmens werden an der Bombay Stock Exchange im regulären Markt gehandelt und befinden sich überwiegend im Besitz von 14 verschiedenen Fondsgesellschaften.
Zum Unternehmen gehören folgende Tochtergesellschaften in Indien, USA, Italien and Canada:
- BKT Tyres Limited, Mumbai
- Thristha Synthetics Limited, Mumbai
- BKT EUROPE S.R.L., Seregno Italien
- BKT USA INC, Akron Ohio
- BKT TIRES (CANADA) INC., Toronto
- BKT EXIM US, INC  Holmdel New Jersey
- BKT TIRES INC., Holmdel